# Empis hirsuta
Empis hirsuta är en tvåvingeart som beskrevs av Becker 1915. Empis hirsuta ingår i släktet Empis och familjen dansflugor. Inga underarter finns listade i Catalogue of Life.